# Adalrik
Adalrik (även Athalaric eller Atalarik), född 516, död 2 oktober 534, var en ostrogotisk kung. Han var dotterson till Theoderik den store och blev kung i Italien efter dennes död 526.
Adalrik var endast 10 år gammal, och regentskapet överläts på hans mor Amalasuntha. Modern försökte ge honom en romersk uppfostran men motverkades av de gotiska ädlingarna som ansåg att han borde fostras som gotisk krigare. Adalrik kom att delta i dryckenskap och "excesser" vilka ansågs ha ödelagt hans hälsa. Han dog 534, innan han ens fyllt 20 år.